# استان لوآندا
استان لوآندا (به لاتین: Luanda Province) یکی از استان‌های کشور آنگولا است.

## خصوصیات
استان لوآندا ۲٬۴۱۷ کیلومترمربع مساحت و ۶٬۵۴۲٬۹۴۲ نفر جمعیت دارد.